# Dschungel der 1000 Gefahren
Dschungel der 1000 Gefahren (Swiss Family Robinson) ist ein US-amerikanischer Disneyfilm von Regisseur Ken Annakin aus dem Jahr 1960 nach dem Roman Der Schweizerische Robinson von Johann David Wyss. Seine Premiere feierte der Film am 10. Dezember 1960 in den USA. In die deutschen Kinos kam er am 29. Januar 1965. 

## Handlung
Anfang des 19. Jahrhunderts: Die Schweizer Familie Robinson (Eltern und drei Söhne) erleidet Schiffbruch und strandet auf einer einsamen Tropeninsel. Die Robinsons müssen sich mit den Gefahren der Natur und mit menschlichen Angriffen durch Piraten auseinandersetzen. Der Natur erwehren sie sich mit Ideen, der Piraten mit List.

## Rezeption
Das Lexikon des internationalen Films nannte den Film „eine kindgerecht erzählte Robinsonade“.
Der Evangelische Filmbeobachter bescheinigte dem Film eine „abenteuerliche Wirklichkeitsferne“, welche „leider oftmals in beinahe kitschige Idylle ausartet“.
cinema bewertet den Film als „farbenprächtig und mitreißend“.
Beim englischsprachige Kritikenportal Rotten Tomatoes gaben 81 % der Kritiker und 78 % der Zuschauer dem Film eine positive Bewertung.

## Synchronisation
Die deutsche Synchronbearbeitung entstand 1961 in Berlin.
| Rolle            | Darsteller      | Synchronsprecher |
| ---------------- | --------------- | ---------------- |
| Captain Moreland | Cecil Parker    | Eduard Wandrey   |
| Mutter Robinson  | Dorothy McGuire | Tilly Lauenstein |
| Vater Robinson   | John Mills      | Arnold Marquis   |
| Roberta          | Janet Munro     | Sabine Eggerth   |
| Fritz            | James MacArthur | Lutz Moik        |
| Ernst            | Tommy Kirk      | Ernst Jacobi     |
| Francis          | Kevin Corcoran  | Helo Gutschwager |